# منصر القعيطي
منصر القعيطي (و. القرن 20  م) هو سياسي يمني، تولى منصب محافظ البنك المركزي خلال الفترة (18 سبتمبر 2016 - 11 فبراير 2018) وعين وزيراً للمالية خلال الفترة (17 أكتوبر 2015–18 سبتمبر 2016).
| المناصب السياسية     | المناصب السياسية                                    | المناصب السياسية      |
| -------------------- | --------------------------------------------------- | --------------------- |
| سبقه                 | محافظ البنك المركزي 18 سبتمبر 2016 - 11 فبراير 2018 | تبعه                  |
| سبقه محمد منصور زمام | وزير المالية 17 أكتوبر 2015 - 18 سبتمبر 2016        | تبعه أحمد عبيد الفضلي |